# 密陽女子中学生集団性暴行事件
密陽女子中学生集団性暴行事件（ミリャンじょしちゅうがくせいしゅうだんせいぼうこうじけん）とは、2004年に大韓民国慶尚南道密陽市で起きた女子中学生に対する集団強姦事件。被害者らは4人から10人に輪姦され続けるだけでなく、金品をも巻き上げられ続けた上に、個人情報をインターネット上に流されたにもかかわらず、加害者は一人も刑事罰を受けることがなかったことから、「韓国社会における女性の人権意識の程度を象徴する事件」とされる。
本項目は2004年12月7日に拘束された高校生41人による女子中学生に対する集団性暴行について記す。

## 事件の経緯
2004年1月に、蔚山広域市中区在住の女子中学生（中学2年生、14歳）が女友達に連絡を取ろうとして携帯電話で密陽市の男子高校生に間違い電話をかけた。電話を切ろうとしたが、言葉巧みな甘い誘惑に、好奇心から会うことになった。
数日後に、1つ年下の妹と2つ年上のいとことの3人で密陽市に行き、男子高校生と会う。男子高校生は密陽市内の3校から構成する不良集団「密陽連合」のリーダーに女子生徒3人を紹介した。リーダーと不良集団約10人は、女子生徒3人を脅迫して殴るなどして、旅人宿（ヨインスク、簡易宿泊施設）に連れ込み、そこで集団性暴行を行った。
女生徒3人の弱みを握った男子高校生らは、1カ月に数回女子生徒に電話をかけ、「強姦された事実（写真、実名、住所など）をインターネット上に暴露する」と脅迫して呼び付け、モーテル、旅人宿、高校運動部のバス内、公園などで無理矢理性具を使って集団で強姦し、金品を強奪していた。
女子中学生は、無理矢理に性具を使用されたため、体に異常が生じて産婦人科で治療を受けており、8月には精神的な苦痛に耐えかね睡眠薬で服毒自殺を試み、昏睡状態まで陥っていた。こうした娘を見て耐えかねた母親が警察へ通報した。
2004年12月7日、蔚山南部警察署は密陽連合所属の男子高校生41人の身柄を拘束し、主要容疑者17人に対して逮捕状を請求、他の容疑者ら24人を書類送検した。蔚山地方裁判所は12月11日時点で特殊強姦等の容疑で計12人に対し逮捕状を発出している。
警察は男子高校生集団が昌原市で女子中学生2人を同様な手口で呼び出して約20人で集団性暴行を加えた疑い、各方面から「ほかにも被害者がいるはず」という加害者70人余も居るとされる捜査を進めていたが、5月17日に、疑惑について集中し捜査したものの、被疑者高校生41人と被害者3人以外を確認するには至らないことを公表した。また、警察は被害者の女子生徒らが被疑者の家族などから強姦事件に対して脅迫を受けていたという証言を受け、追加捜査を行うこととした。

## 被害者の人権侵害問題
蔚山南部警察署が捜査当初から被害者である女子中学生を保護していないことが判明した。被害者は捜査当初の7日午後、警察署の裏庭で加害者家族に囲まれ「このままですむと思うな」「体をお大事に」などと逆恨みで脅迫されていた。警察署では「担当を女性警官にして欲しい」との被害者の要求は無視され、対質調査で男性警官が立ち会う目の前で加害者から暴言を吐かれるなどした。更に警察官が被害者に対して「密陽の恥をさらした」などの暴言を吐いていたことが判明した。
さらに、容疑を確認させることを目的として、加害者である男子高校生を一列に並ばせ、女子中学生と直接向かい合わせて確認させたり、一人一人対面させては「入れたか、入れなかったか」と警察官が被害者の目の前で問いただし、被害者を保護するどころか報復の恐怖と羞恥心を与えていた。
12月13日、国家人権委員会は当事件の調査過程で露呈した警察官の人権侵害行為に対して職権調査を実施することとし、重ねて「性暴力被害者に対する不当な捜査と関連し、これまで29件の陳情があり、捜査機関に重ねて改善を勧告し、これに対する指針もまとめた」と強調している。しかし、「今回の女子中学生集団暴行事件の被害者の捜査をめぐる論争でも分かるように、実際の捜査過程ではまだ改善されていないため、勧告内容の履行状態を点検し、徹底した履行を促すため職権調査を決定した」と付け加えている。大韓民国女性部は記者会見を開き、被害者に対する警察の暴言、被害者保護を疎かにしたという警察の捜査過程など、真相究明することを明らかにした。また、今回の事件を機に人権侵害などの再発防止を各所管に要求し、警察と教育庁に対して性暴行事件処理と性教育など長期的な対策作りをメディアを通じて促した。地元の蔚山地域女性団体も「集団暴行事件特別対策委員会」を構成して蔚山南部警察署に対して抗議訪問し事件の真相究明を徹底的に調査するよう促す計画であった。
同13日に、蔚山南部警察署は被害者を卑下した発言などを認め、警察署長が謝罪した。翌14日には蔚山警察庁が「事件を担当した警察官らが被害者の人権を侵害したかどうかの問題」と「十分な保護をしなかったという事実」を確認し、警察署長を特命処分とした。これを受けて、填補措置が決定していた担当課長など、捜査責任を持つ幹部全員が問責人事処分（責任を取って辞職）となり、各メディアによる事件報道直後の8日午前5時頃、警察官4人が蔚山市内にあるカラオケボックスで酒を飲みながら、被害者実名を口にして「胸くそ悪い」と言うなど、卑下する発言をしていたという被害者側の主張がほぼ事実であることを確認し、関連の警察官を懲戒委員会で審議することを公表した。また蔚山警察庁は、捜査初期に被害者3人とも性的暴行を受けたと公表したが、確認した結果、妹は顔などを殴られただけで、性的暴行は受けていないと訂正し、全面的に再調査する意向を示した。これに続きハンナラ党とヨルリン・ウリ党は、相次いで真相調査団を蔚山に派遣して捜査活動を行った。
同13日、蔚山地方警察庁と密陽警察署は協力し、インターネット上に流布した被害者の個人情報及び偽の個人情報を流出させたネチズンの捜査に着手したと公表した。インターネット上の騒ぎは大きく、自分の写真が掲載されて被害に遭っているなどという通報が相次ぎ、写真を掲載した者または偽の写真を流布した者を厳重処罰する方針を示した。
12月16日、最高検察庁は蔚山地検に、蔚山南部警察署における人権侵害問題の調査を指示し、蔚山地検は特別捜査チームを結成して当事件を担当することになった。チーム長は「差別を前提とした調査ではなかったにしても、確認はしなければならないだろう」とし、警察官の人権侵害に関する調査は避けられないことを公表した。
こうしてうやむやになった人権侵害について、被害者の家族が人権侵害を主張して訴訟を起こし、裁判所は警察が被害者の住所、家族、学校など個人情報を流布させた違法行為について損害賠償の支払いを命じた。しかし、捜査過程における人権侵害については違法と見なす尺度が確定されず認められなかった。

## 事情聴取後の被害者と加害者
被害者にとって最も心的外傷を受けたのは、事件当時ではなく、事件が韓国社会に知れ渡り加害者と直接対面させられたことであった。男性警官が詳しく事件当時の恥ずかしい状況を聞くのはまだいいという。検察による捜査もあまり違いはなく、捜査不備として調査を受けるが、暴行は一度や二度ではないため長時間に及び、被害者は「犯罪者を尋問するかのように根ほり葉ほり聞くし、むしろ加害者の肩を持つようで本当に嫌だった」と話している。被害者があまりにも疲労して適当に答えていると「妹と口を合わせたんじゃないか」と質問で返って来たという。また「他の子たちは暴行されなかったのに、どうしてあなただけ暴行されたと思うか」、「（他の用事があり、密陽に行ってきたと言うと）私なら一度そういうことをされたら、二度と密陽は見向きもしたくなくなると思うのだが、なぜまた行ったのか」などという嫌味な質問までされていた。
被害者は取り調べが終わるとソウル特別市へ越し、精神科治療を受けるため2005年1月3日に入院していた。医師の診断は「娘が自殺衝動が強いうえ、外に出れば不安がり、恐がるため通院治療が不可能だった」とし、症状は、心的外傷後ストレス障害、主要鬱病、広場恐怖症を伴った恐慌障害（パニック障害）、汎不安障害、食餌障害（摂食障害）の5種が挙げられていた。彼女の願い事は「これまでにあったことすべてを、頭の中から消すこと」「一度に忘れることはできないだろうが、それでもゆっくり忘れていくつもりである」旨話していた。
密陽市と蔚山広域市の学校、警察、地域社会から卑下され続けた被害者は、ソウル特別市でも学校と社会から冷遇を受けた末に家出していたことが判明した。が、加害者である男子達は特に刑罰を受けず、また前科も付くことなく、ほとんど全員が普通に生活していた。MBCテレビは2007年6月16日の番組でこの現実を放送した。
2005年3月に、ソウル特別市で精神科治療を受けて続けていた彼女を訪ねて、父親と加害者の両親が金で和解を求めて合意書の承諾を要求してきた。加害者の両親が毎日、朝晩やってきて合意書にサインを要求し、彼女の親戚からも書いてやれと言われ続け、彼女は「合意する考えはなかったが、おばや父に合意しなさいと言われた。加害者は憎かったが貧しさから逃れたくて合意した。加害者を許したはずなのに後からあざ笑われたようで、開いた口がふさがらなかった。加害者の親も急に態度が変わった。時間を戻せるなら合意なんか絶対にしない」と述べたという。
彼女の父親は賠償金5000万ウォンを受け取って蔚山広域市内に1500万ウォンで家を借り、残金は彼女に合意を勧めた親戚達と山分けしたという。担当医師である延世大学校シン・ウィジン教授は「彼女は“世の中に利用された”“保護してくれなかった”と社会に対する怒りをあらわにしていた。退院する時も、彼女の父親はアルコール中毒がひどかったが、保護者の親権があるため、いくら保護が必要だと言っても退院を止めることはできなかった」と説明している。
蔚山市にいられなくなった被害者は、転校を要請しても受け入れる学校がなかったため、弁護士の力を借りてソウル特別市内の高校に転校した。ところが、転校後1カ月足らずで少年院に収容された加害者の母親が訪れて「息子の少年院での処罰を減刑するために嘆願書を書いてほしい」などとトイレにまで執拗に付きまとわれた。
彼女は転校先で集団暴行事件の被害者という事実を知られてしまい、またしても心的外傷を受けてしまった。彼女はひどいうつ病が再発し、嘔吐するまで食べ続ける摂食障害症状をも伴い、誰に知られることなく家出してしまったと母親が打ち明けた。
一方、加害者らの処分は、蔚山地検が少年ら20人を処罰の対象とし、青少年育成の見地からうち10人を少年部に送致して事実上前科が科せられないよう便宜を図った。検察が起訴した10人も釜山地方家庭裁判所少年部に送致されていた。最終的に5人が保護処分を受けて少年院に収容され、残る全員は処罰を受けることなく釈放されていた。学校側の処罰は1校の7人が3日間の校内奉仕活動を科せられた。結局、加害者である学生らは1人も刑罰を受けず、前科も付かないまま社会に出ているという。
MBCテレビのスタッフは「性的暴行の加害者は何の変わりもなく普段の社会生活を送り、被害を受けた女性だけがまた別の被害を受けるケースが多い。韓国は性犯罪を犯しても堂々と生きていける国であり、密陽での女子中学生に対する性暴行事件の結末をみると、性犯罪者の天国という言葉を実感する」と語っている。
2024年6月、ある暴露系YouTubeチャンネルが加害者たちの近況を公開したため、事件の悪質さにより一部の加害者は職場から解雇された。